# Ami Diarra
Pour les articles homonymes, voir Diarra.
Ami Diarra est une  femme politique malienne, membre de l'Alliance pour la démocratie au Mali-Parti africain pour la solidarité et la justice.

## Biographie
Ami Diarra est élue députée à l'Assemblée nationale aux élections législatives maliennes de 2020 dans le cercle de Ségou. Elle est nommée 5e secrétaire parlementaire du bureau de l'Assemblée nationale. L'Assemblée nationale est dissoute le 19 août 2020 après un coup d'État.